# گونا اوزولا
گونا اوزولا (انگلیسی: Guna Ozola؛ زادهٔ ۱ ژانویهٔ ۱۹۹۰) بازیکن فوتبال اهل لتونی است.
وی همچنین در تیم‌های ملی فوتبال Latvia women's national football team بازی کرده‌است.